# Roger-Bernard Ier de Foix
Pour les articles homonymes, voir Roger-Bernard de Foix.
Roger-Bernard Ier de Foix, né vers 1130 et mort en novembre 1188, dit le Gros, est comte de Foix de 1148 à 1188. Il est fils de Roger III, comte de Foix, et de Chimène (Jimena / Ximena) de Barcelone, petite-fille du Cid.

## Biographie
Alors que ses ancêtres et prédécesseurs avaient toujours été de fidèles partisans des comtes de Toulouse, Roger Bernard modifie cette alliance pour rejoindre le camp barcelonais, probablement parce qu’il leur était apparenté par sa mère. En 1151, il rejoint une coalition formée par son beau-père Raymond Trencavel, vicomte de Carcassonne d’Albi et de Béziers, Guilhem VII, seigneur de Montpellier et son oncle Raymond Bérenger III, comte de Barcelone contre le comte Raymond V de Toulouse. La coalition est vaincue en octobre 1153, et Roger Bernard ne se joint pas à celle de 1159 contre Toulouse.
Durant son règne, il favorise l’apaisement des litiges entre l’Église et le comté de Foix. Par deux fois (en 1149 et en 1163), il restitue des biens à l'église de Saint-Antonin à Pamiers. Un paréage est par ailleurs conclu entre le comté et les religieux de Pamiers. Un autre paréage est établi en 1168 entre l'abbaye de Saint-Volusien à Foix. Il fait également des donations à l'abbaye de Boulbonne.
En 1185, il se joint de nouveau à une alliance avec son cousin Roger II Trencavel, Guilhem VIII de Montpellier, Bernard IV de Comminges, Henri II d'Angleterre et Alphonse II, roi d’Aragon contre Toulouse. Il participe à plusieurs raids dans le Toulousain, puis Alphonse d’Aragon le nomme gouverneur de Provence. Il meurt trois ans plus tard et est inhumé à l'abbaye de Boulbonne.

## Mariages et enfants
Il épouse le 11 juillet 1151 Cécile Trencavel, fille de Raimond Ier Trencavel, vicomte de Carcassonne, de Béziers et d’Albi, et d’Adélaïde. Cécile donne naissance à :
- Roger (mort en 1182) ;
- Raymond-Roger (mort en 1223), comte de Foix ;
- Esclarmonde, épouse de Jourdain III (mort en 1200), seigneur de l'Isle-Jourdain ; parfaite cathare à la fin de sa vie ;
- une fille, mariée en 1162 à Guillaume-Arnaud, seigneur de Marquefave ;
- une fille mariée à Roger Ier de Comminges, vicomte de Couserans vers 1176-1180, mort en 1212, fils cadet de Bernard III Dodon de Comminges et Samatan.

Il a peut-être également une autre fille, Géraldesse, mariée à Bernard de Lomagne, vicomte de Fézensaguet.